# إيفركويست
إيفركويست هي لعبة تقمّص الأدوار متعددة اللاعبين على الإنترنت (MMORPG) وهي لعبة خيالية ثلاثية الأبعاد طوّرتها فيرانت إنتراكتيف (سوني أونلاين إنترتاينمنت سابقًا) و989 ستوديوز ومايكروسوفت ويندوز. أطلقتها كل من سوني أونلاين إنترتاينمنت في مارس 1999 في أمريكا الشمالية، ويوبي سوفت في أوروبا في أبريل 2000. أُصدِرت نسخة مخصصة لنظام التشغيل ماك أو إس في يونيو 2003، والتي شُغِّلت لعشر سنوات قبل إغلاقها في نوفمبر 2013. في يونيو 2000، ضُمّت فيرانت إنتراكتيف إلى سوني أونلاين إنترتاينمنت، التي تولّت مهام التطوير والنشر الكاملة للملكية. لاحقًا من فبراير 2015، باعت الشركة الأم لشركة سوني أونلاين إنترتاينمنت، سوني كمبيوتر إنترتاينمنت، الاستوديو لشركة إنسبشن أكويزيشنز الاستثمارية وعَمَدت إلى تغيير اسمها إلى دايبريك جيم كومباني، المسؤولة عن تطوير ونشر إيفركويست إلى يومنا هذا.
كانت أول لعبة تقمّص أدوار متعددة اللاعبين على الإنترنت (MMORPG) ناجحة تجاريًا تستخدم محرك ألعاب ثلاثي الأبعاد، وكان نجاحها على نطاق غير مسبوق. كان لإيفركويست تأثير كبير على الإصدارات اللاحقة داخل السوق، وهي تحتلّ مكانًة مهمّة في تاريخ الألعاب متعددة اللاعبين على الإنترنت.
تجاوزت اللعبة توقعات الاشتراك الأولية وازدادت شعبيتها لسنوات عديدة بعد إصدارها. وقد حصلت على العديد من الجوائز، بما في ذلك جائزة لعبة العام المقدّمة من غيم سبوت لعام 1999 وجائزة إيمي للتكنولوجيا والهندسة لعام 2007. على الرغم من أن العشرات من الألعاب المماثلة قد أنتجت واندثرت على مر السنين، ما تزال إيفركويست مستمرة كمؤسّسة تجارية حيوية مع استمرار إطلاق التوسعات الجديدة بانتظام، بعد نحو عشرين عامًا من إطلاقها الأولي. لقد تمخّض عنها عدد من الوسائط المشتقة، بما في ذلك الكتب وألعاب الفيديو، بالإضافة إلى جزء ثاني للعبة، إيفركويست 2، التي أُطلِقت في عام 2004.

## أسلوب اللعب
العديد من العناصر في إيفركويست مستمدّة من ألعاب إم يو دي (حجيرة متعددة المستخدمين)، وخاصة ديكو إم يو دي، والتي بدورها كانت مستوحاة من ألعاب لعب الأدوار التقليدية كلعبة سجون وتنانين. في لعبة إيفركويست، ينشئ اللاعبون شخصية (تُعرف أيضًا باسم الصورة الرمزية، أو تُعرف بالعامية باسم تشار أو توون) من خلال اختيار واحد من اثني عشر سلالة في اللعبة، الذين كانوا من البشر والجن السامين والجن الخشب وأنصاف الجن وجن الظلام وواسعي المعرفة والبرابرة والأقزام والهجينين والتماثيل والغول والعمالقة. في التوسعة الأولى، قدمت اللعبة أشخاصًا على شكل سحلية (إيكسار). بينما قدّمت إيفركويست كل من الأشخاص القطط (فاه شير) والأشخاص الضفادع (فروغلوك) والأشخاص التنانين (دراكين) في التوسعات اللاحقة. عند الإنشاء، يختار اللاعبون مهنة المغامرة لكل شخصية (كساحر أو حارس أو رجل دين - يُسمى فئة - انظر أدناه للاطلاع على التفاصيل) وإله راعي وبدء مدينة. يتوفر التخصيص لمظهر الوجه الشخصي عند الخلق (الشعر، لون الشعر، نمط الوجه، اللحية، لون اللحية، لون العين، إلخ).
ينقل اللاعبون شخصياتهم إلى العالم الخيالي للعصور الوسطى في نوراث، وغالبًا ما يقاتلون الوحوش والأعداء للحصول على الكنوز ونقاط الخبرة، وإتقان المهارات التجارية اختياريًا. مع تقدم اللاعبين في المستوى واكتسابهم القوة والهيبة والتعاويذ والقدرات من خلال الأفعال الباسلة كاجتياح القلاع والسيطرة عليها، وهزيمة الخصوم الجديرين الموجودين داخلها، ونهب رفاتهم. يمكن أيضًا الحصول على نقاط الخبرة والمعدات المهيبة من خلال إكمال المهام التي تقدمها شخصيات افتراضية موجودة في جميع أنحاء الأرض.
تسمح إيفركويست للاعبين بالتفاعل مع أشخاص آخرين من خلال لعب الأدوار، والانضمام إلى رابطات اللاعبين، ومبارزة اللاعبين الآخرين (في مواقف محدودة - تسمح إيفركويست بنزال لاعب ضد لاعب (PVP) على الخادم الخاص بـ PvP، ومناطق الحلبات المحددة والتي يتفق عليها المتبارزان).
يتكوّن عالم لعبة إيفركويست من أكثر من خمسمائة منطقة.
توجد مثيلات متعددة من العالم على خوادم متنوعة. في الماضي، كانت مجموعات خوادم الألعاب مرئية أثناء تسجيل الدخول، وأظهرت ذرًا فاقت الـ3000 لاعب لكل خادم. إن تصميم إيفركويست، كما هو حال ألعاب تقمّص الأدوار متعددة اللاعبين على الإنترنت، يجعلها أكثر قابلية للعب التعاوني، إذ يلعب كل لاعب دورًا محددًا داخل مجموعة معيّنة.

### الفئات
قدّمت إيفركويست أربعة عشر فئة من الشخصيات التي يمكن اللعب بها عند إصدارها في عام 1999، بالإضافة إلى فئتين أخرتين - بيستلورد وبيرزركر - أُضيفتا في توسعات ذا شادوز أوف لوكلين (2001) وغيتس أوف ديسكورد (2004)، على التوالي. تندرج كل فئة في واحدة من أربع أصناف عامّة بناءً على أسلوب اللعب ونوع القدرات التي يستخدمونها، مع حصر فئات معيّنة لسلالات معيّنة.
الفئات المتحاربة هي تلك التي تقاتل في أماكن قريبة وغالبًا ما تستخدم الهجمات البدنية المباشرة في مواجهة السحر. وتشمل هذه الفئات: المحارب، الشخصية التي تعتمد على الدبابات والتي ترتدي دروعًا ثقيلة وهو مُصمَّم لإلحاق الضرر بمجموعته باستخدام قدرة التهكّم؛ والراهب، وهو شخصية تستخدم مزيجًا من فنون القتال وأساليب القتال المجرّد من السلاح؛ والمخادع، مزيج لص/سفاح يمكنه التسلّل والاختباء في الظل وكذلك سرقة الأعداء؛ والهائج، وهو مقاتل قوي متخصّص في الأسلحة ثنائية اليدين كالفؤوس وهو قادر على الدخول في حالة من الغضب والقوّة المتزايدين.
تعتبر فئات القساوسة في المقام الأول من المعالجين الذين يتعلمون السحر الذي يمكنه علاج جروح حلفائهم أو جروحهم. تتكوّن فئات القساوسة من رجال الدين، وهي فئة دعم متخصصة جدًا ترتدي دروعًا ثقيلة وهي ماهرة في شفاء وتقوية حلفائها؛ والكاهن، مستخدم السحر الذي يستمد الطاقة من الطبيعة التي يمكن أن تعيد الحيوية والقوّة السحرية لزملائه في الفريق؛ والشامان، المحاربون القبليون الذين يعتمدون على العالم الروحي للتماثل إلى الشفاء، وتمكين من حولهم، وإضعاف أعدائهم.
الكاسترز هم المشعوذون ومستخدمو السحر ويرتدون دروعًا خفيفة لكنهم يحظون بتعاويذ قويّة. ومن بين هؤلاء، السحرة، فئة متخصّصة في التعامل مع الأضرار تستخدم قوّة النار والجليد والطاقة السحرية النقية للتأثير المدمر وكذلك قدرات النقل عن بُعد؛ الماجيشن، المستدعي القادر على استدعاء الخدم البسطاء الذين يساعدونهم في معالجة الضرر؛ النيكرومانسر، وهو الساحر الشرير الذي يستخدم قوّة المرض والسّم لإذابة خصومهم، بينما يأمر الحلفاء الأحياء بمساعدتهم؛ والإنتشانتر، يمكن لهم اتخاذ أشكال متعدّدة، ويدعمون الحلفاء من خلال تقوية التعويذات، وتهدئة الأعداء، بالإضافة لقدرتهم على تنويمهم مغناطيسيًا.
الفئات الهجينة هي تلك التي يمكنها أداء أدوار متعدّدة أو لديها قدرات من أنواع مختلفة. وتشمل هذه الفئات: البلادين، وهم فرسان لديهم القدرة على إلحاق الأذى أو الشفاء بالسحر أو وضع اليدين؛ وفرسان الظل، هم المحاربون المظلمون الذين يستخدمون مزيجًا من هجمات المعتركات وقدرات الأمراض/السموم لإلحاق الأذى بالأعداء، فضلاً عن إلحاق الضرر بالفريق؛ الشعراء، المنشد الذي يمكنه استخدام الأغاني السحرية لعدد من التأثيرات - بما في ذلك إيذاء الأعداء وتقوية الحلفاء وتحسين سرعة حركة أنفسهم والآخرين؛ حرّاس الطبيعة، هم حماة الطبيعة الذين يتعلمون الشفاء ويدعمون السحر بالإضافة إلى القدرة على إيذاء الأعداء في قتال عنيف أو على مسافة باستخدام الأقواس والسهام؛ وأسياد الوحوش، وهم المقاتلون البدائيون الذين ينضمون باستمرار إلى أجنحة الحيوانات الخاصة بهم والتي تساعدهم على معالجة الأضرار، ويمكنهم مساعدة زملائهم في الفريق بمهارات العلاج والدعم.

### الآلهة
هناك العديد من الآلهة في إيفركويست، ولكل منهم مجال معين من المسؤولية ويلعب دورًا في إعدادات اللعبة. وهناك مجموعة واسعة من المدرعات والأسلحة المرتبطة بالإله، ما يجعل من الممكن فقط لأولئك الذين يعبدون هذا الإله أن يرتدوها أو أن يجهّزوا أنفسهم بها. بالإضافة إلى ذلك، تحدّد الآلهات، إلى حد ما، المكان الذي قد تذهب أو لا تذهب إليه الشخصيات دون أن تتعرّض للهجوم على يد توابع الإله وأتباعه المخلصين.

### المناطق
ينقسم عالم إيفركويست إلى أكثر من خمسمئة منطقة. تمثّل هذه المناطق مجموعة واسعة من المعالم الجغرافية، بما في ذلك السهول والمحيطات والمدن والصحاري وغيرها من عوالم الوجود. يعد عالم المعرفة واحدًا من أكثر المناطق شعبية في اللعبة، وهي واحدة من المناطق القليلة التي يمكن أن تتعايش فيها جميع السلالات والفئات تعايشًا متناغمًا دون تدخل. يعد عالم المعرفة موطنًا للبوابات إلى العديد من المناطق الأخرى، بما في ذلك البوابات إلى العوالم الأخرى وإلى ضواحي كل مدينة ناشئة تقريبًا.